# Boardwalk Empire
Boardwalk Empire (no Brasil: Boardwalk Empire: O Império do Contrabando) foi uma série televisiva estadunidense do canal por assinatura HBO, rodada em Atlantic City, New Jersey, durante a época da Lei Seca nos EUA. 
A série é uma adaptação do livro de Nelson Johnson, Boardwalk Empire: The Birth, High Times, and Corruption of Atlantic City, escrita por Terence Winter, produtor e roteirista da premiada The Sopranos. Tem como protagonista o ator Steve Buscemi no papel de Enoch "Nucky" Thompson.
O primeiro episódio foi dirigido por Martin Scorsese. 
No dia 1 de setembro de 2009, a HBO acertou a filmagem de 11 episódios adicionais para a série. Em 19 de setembro de 2010 aconteceu a exibição do episódio piloto.
Em 21 de setembro de 2010, Boardwalk Empire foi renovada para uma segunda temporada após o episódio piloto obter a maior audiência da HBO para uma estreia, desde 2004, com a série Deadwood.
A música tema da série é "Straight Up and Down" de The Brian Jonestown Massacre, do seu álbum de 1996 Take It from the Man!.

## Enredo
Janeiro de 1920. Na noite da proibição do álcool nos Estados Unidos (Lei Seca), o tesoureiro de Atlantic City, Nucky Thompson, condena o álcool em uma Reunião da Liga Pró-Temperança Feminina, onde é notado por Margaret Schroeder, uma bonita dona de casa que está grávida e pede que ele consiga um emprego para Hans, seu abusivo marido. Mais tarde, naquela mesma noite, o duas-caras Nucky diz privativamente para seus chefes no governo sobre a oportunidade de alto lucro na venda de bebidas alcoólicas. Na contagem para a meia noite (celebração do ano novo) na boate Babette, ele assegura a Jimmy Darmody, um jovem veterano recém-chegado da Primeira Guerra Mundial, que a reunião que ele terá com o novo chefe da Quarta Administração, Paddy Ryan, irá levar a coisas grandiosas. Enquanto isso, Jimmy tem aspirações maiores e acaba por fazer uma aliança que pode ter severas consequências para ele e para Nucky.

## Elenco e personagens
- Steve Buscemi como Enoch Thompson: um corrupto tesoureiro e maior figura política de Atlantic City. Baseado no líder local Enoch L. Johnson.
- Michael Pitt como James Darmody: antigo protegido de Nucky, deixou a Universidade de Princeton para lutar na Primeira Guerra Mundial. Trabalhou brevemente para Nucky antes de iniciar seu próprio crime organizado.
- Kelly Macdonald como Margaret Thompson: jovem viúva e matriarca que conta com apoio de Nucky, tornando-se sua amante e posterior esposa.
- Michael Shannon como Nelson Van Alden / George Mueller: um antigo agente inspetor federal. Sob o disfarce de "George Mueller", atua como contrabandista para as gangues de Dean O'Banion e Johnny Torrio em Chicago.
- Shea Whigham como Elias Thompson: irmão de Nucky e antigo xerife de Atlantic City, agora atua na organização criminosa da família.
- Aleksa Palladino como Angela Darmody: esposa de James.
- Michael Stuhlbarg como Arnold Rothstein: um poderoso gângster nova-iorquino, chefe de Bugsy Siegel, Lucky Luciano e Meyer Lansky.
- Stephen Graham como Al Capone: um violento gângster de Chicago que é o braço-direito do mafioso Johnny Torrio.

## Influência
A crítica especializada escreveu que a série influenciou Peaky Blinders da BBC, mas o roteirista da Peaky Blinders Steven Knight afirma que não teve influência.